# Charles Augustus Briggs

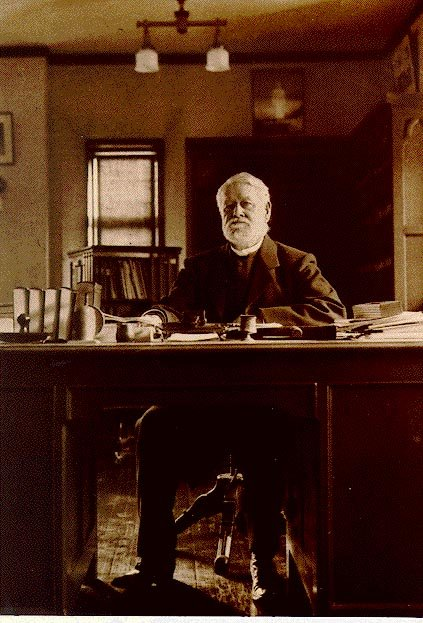
Charles Augustus Briggs

Charles Augustus Briggs (* 15. Januar 1841 in New York City; † 8. Juni 1913 ebenda) war ein US-amerikanischer Theologe, profilierter, früher Vertreter der historisch-kritischen Methode und ordinierter Pfarrer, zuerst in der Presbyterian Church in the United States of America und dann, nachdem er dort wegen Häresie verurteilt wurde, in der Episcopal Church.

## Leben
Briggs wurde als Sohn von Alanson Briggs und Sarah Mead Berrian geboren. Sein Studium absolvierte er hauptsächlich an der Universität von Virginia (1857–1860). Im Jahr 1863 schloss er sein Studium am Union Theological Seminary ab und ging dann an die Universität Berlin. Im Anschluss war er von 1869 bis 1874 Pfarrer der presbyterianischen Kirche von Roselle in New Jersey und von 1874 bis 1891 Professor für jüdische Sprachen am Union Theological Seminar. Von 1891 bis 1904 war er Professor für theological encyclopaedia and symbolics. Von 1880 bis 1890 schrieb er für die Zeitschrift Presbyterian Review.
Aufgrund von Aussagen in seiner Antrittsvorlesung am 20. Januar 1891 wurde er 1892 vom New Yorker Presbyterium der Häresie bezichtigt und angeklagt. In Kürze lautete die Anklage:
- that he had taught that reason and the Church are each a fountain of divine authority which apart from Holy Scripture may and does savingly enlighten men (er lehrte, die Vernunft und die Kirche seien jeweils eine Quelle göttlicher Autorität, die neben der Heiligen Schrift die Menschen rettend aufklären kann)
- that errors may have existed in the original text of the Holy Scripture (es könnten Fehler im Urtext der Heiligen Schrift enthalten gewesen sein)
- that many of the Old Testament predictions have been reversed by history and that the great body of Messianic prediction has not and cannot be fulfilled (viele der Vorhersagen des Alten Testaments seien durch die Geschichte rückwirkend gemacht, und der Großteil der messianischen Prophezeiungen habe sich nicht erfüllt und könne sich auch nicht erfüllen)
- that Moses is not the author of the Pentateuch, and that Isaiah is not the author of half of the book which bears his name (Mose sei nicht Autor des Pentateuchs, und Jesaiah sei nicht der Autor von der Hälfte des Buches, das seinen Namen trägt)
- that the processes of redemption extend to the world to come he had considered it a fault of Protestant theology that it limits redemption to this world and that sanctification is not complete at death (dass die Vorgänge der Erlösung auch in der kommenden Welt wirksam sein werden, und die Heiligung sei nicht bereits mit dem Tod vollendet)

Briggs wurde 1893 aufgrund der Anschuldigungen durch die General Assembly vom Pfarramt suspendiert. Man nimmt an, die Assembly wurde durch Briggs Habitus und Ton beeinflusst; auch Kollegen von ihm am Union Theological Seminary fanden seine Einführungsvorlesung dort „dogmatisch und irritierend“. Der Fall galt als aufsehenerregend und führte zur Verselbständigung des Union Theological Seminary von der presbyterianischen Kirche.
1899 wurde Briggs als Priester der Episkopalkirche ordiniert. 1884 erhielt Briggs von der University of Edinburgh, 1901 von der University of Glasgow jeweils einen theologischen Ehrendoktor (D.D.), im Jahr 1901 außerdem den Litt.D. der Universität von Oxford.
Zusammen mit Francis Brown und Samuel Rolles Driver gab Briggs ein überarbeitetes Hebräisch-Englisches Wörterbuch heraus (1891 bis 1905, bekannt unter der Abkürzung BDB), das auf dem Lexikon von Wilhelm Gesenius basierte. Gemeinsam mit Samuel Rolles Driver gab er die Reihe International Commentary Series zu den Büchern der Bibel heraus.

## Werke
- Biblical Study: Its Principles, Methods and History (1883)
- Hebrew Poems of the Creation (1884)
- American Presbyterianism: Its Origin and Early History (1885)
- Messianic Prophecy (1886)
- Whither? A Theological Question for the Times (1889)
- Biblical history (1889, Digitalisat)
- The Authority of the Holy Scripture (1891)
- The Bible, the Church and the Reason (1892)
- The Higher Criticism of the Hexateuch (1893)
- The Messiah of the Gospels (1894)
- The Messiah of the Apostles (1894)
- New Light on the Life of Jesus (1904)
- The Ethical Teaching of Jesus (1904)
- A Critical and Exegetical Commentary on the Book of Psalms (mit Unterstützung seiner Tochter; 2 Auflagen: 1906, 1907)
- The Virgin Birth of Our Lord (1909)